# ジブチ港

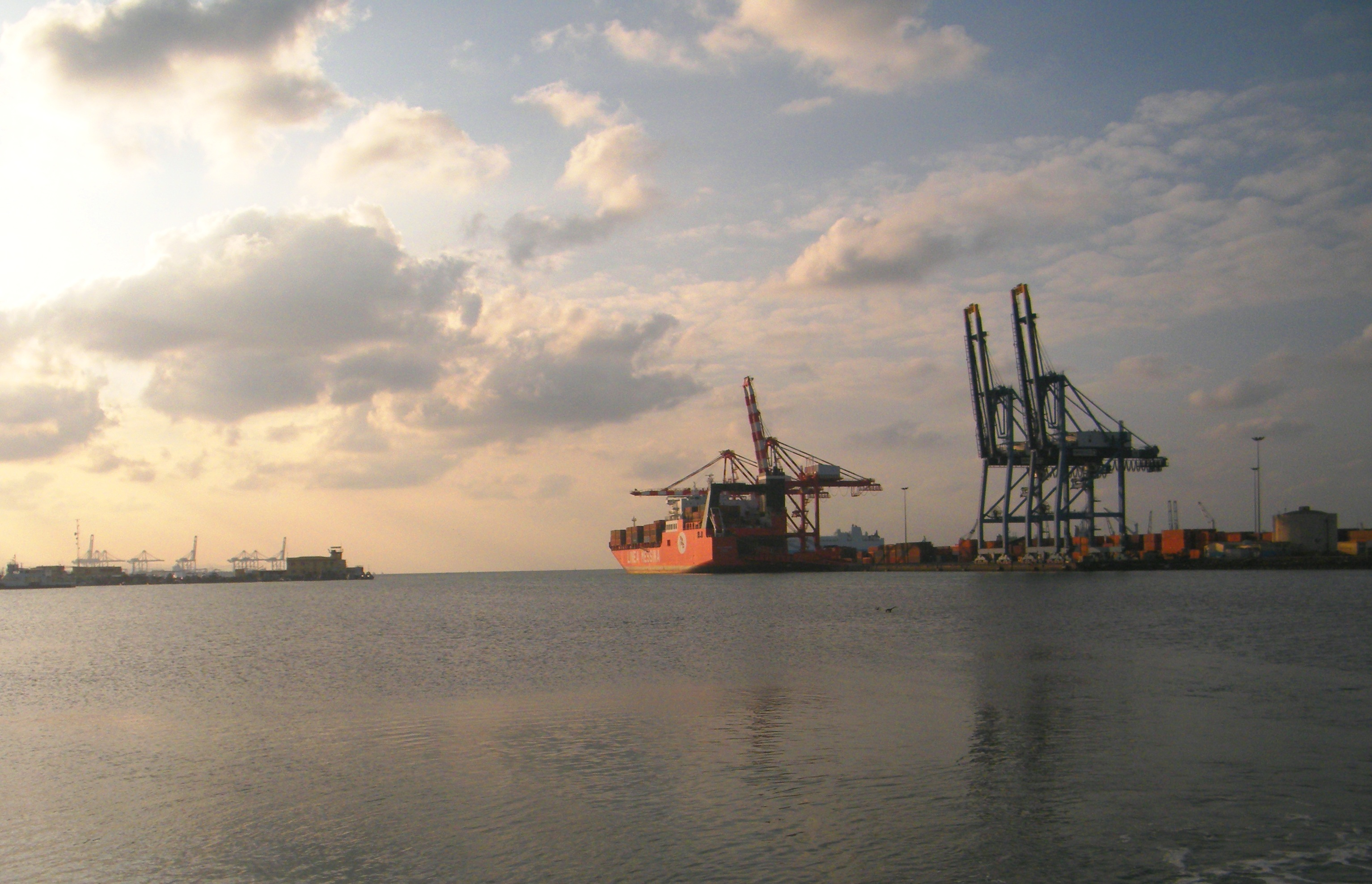
ジブチ港のコンテナターミナル

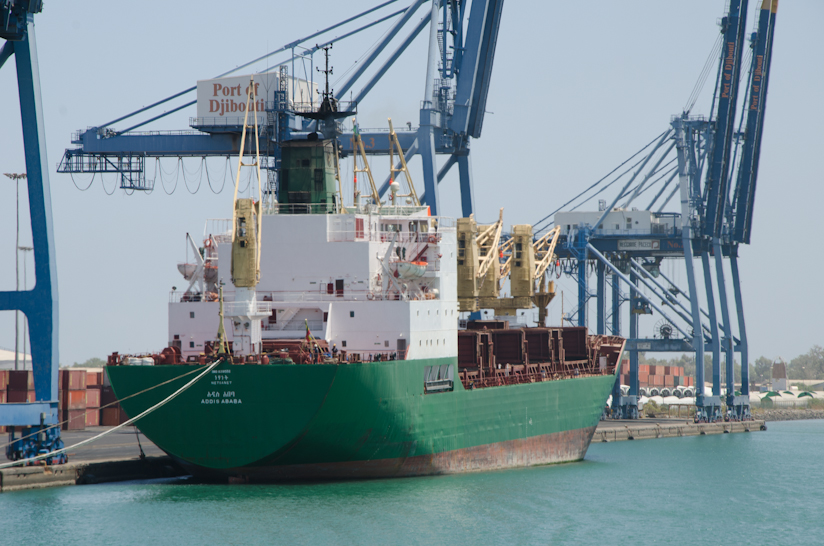
ジブチ港に停泊するエチオピアの貨物船

ジブチ港は、ジブチの首都であるジブチ市の港。ヨーロッパ、極東、アフリカの角、ペルシャ湾を結ぶ、世界で最も混雑する輸送ルートの交差点に位置する重要港であり、国際港湾。主にタンカーやコンテナ船の燃料補給および積替え拠点として機能し、隣国の内陸国エチオピアへの輸出入の主要な海への出口となっている。
港の貨物の70％はエチオピアとの間で貿易され、エチオピアの対外貿易の95％以上を占めている。
2008年にジブチ・エチオピア鉄道が一時廃線となったとき、エチオピアは港へのアクセスを失ったが、中華人民共和国の支援で2017年に開通したアディスアベバ・ジブチ鉄道によって、再びドラレ港とつながった。
ジブチ港はアデン湾に面する戦略的に重要な港であり、大国にとって重要な軍事拠点となっている。港のいくつかの岸壁は、アメリカ海軍とフランス海軍の使用のために確保されている。中国人民解放軍海軍もジブチ港を使用していたが、近くに開発されたドラレ港の専用施設に移動した。

## 歴史

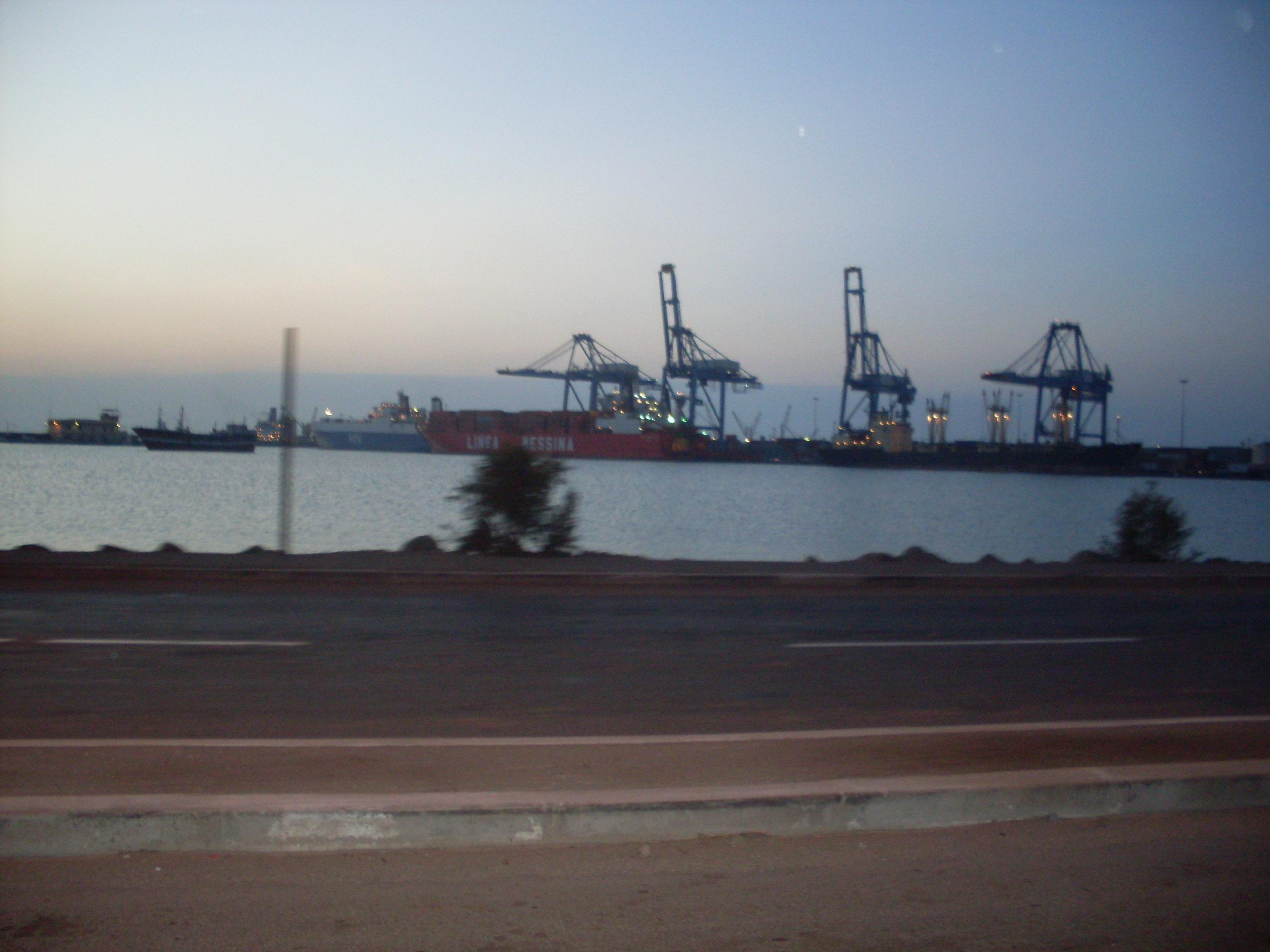
埠頭とそのタワークレーン

ジブチは、古くから東西間の主要貿易ルートだった「海の道」の経由地の一つであり、その歴史は紅海で航海探検が行われていた時代である3,500年前にまで遡る。
紅海は、北東アフリカとアラビア半島の商人間の交易において、両者の会合地点であり、エジプト人、フェニキア人、プトレマイオス人、ローマ人、ギリシャ人、ビザンチン人、アラブ人、そしてヨーロッパ人がそれぞれ接触し、また通過するポイントだった。
大航海時代には商人たちが香辛料を取引していたことも、スエズ運河の開通もこの港と大きく関わる事象である。
また、内陸国エチオピアが海外との貿易目的での海洋進出を模索していたなか、当時フランス領だったジブチの海岸線はエチオピアからのアクセスが容易で、外洋からの荒波から保護された停泊地として最適だったことからジブチ港に両国から注目が集まり、両国を結ぶ鉄道を敷設する計画ができた。
エチオピア、そしてフランスによる「エチオジブチ鉄道」の建設は1897年着工、1917年に完工し、エチオピアの首都アディスアベバとジブチ港を結んた。 鉄道の完成により、ジブチ港経由の貿易が大幅に増加した。
1948年から1957年の間に、4つの原油受入基地の建設と港周辺の道路工事によって開発が進んだ。港湾施設区域には、新しい石油貯蔵施設や倉庫が建設され、電気と水道が供給され、さらにエチオピア・ジブチ鉄道と直接接続する貨物専用線が敷かれた。
1952年、フランスの石油会社Pétrolesde Somalie（ペトレ・デ・ソマリ、現:トタル）が初めてタンカーを接岸させ、1956年にアメリカのMobil（モービル、現:エクソンモービル）もあとに続いた。
1960年代から1970年代の間に、港湾施設が国際的な海洋貿易ネットワークの拠点の一つとしてさらに開発された。
紅海は、世界で最も忙しい輸送レーンの1つになり、ジブチ自体がその補給拠点として機能するようになった。 
タンカーによる燃料補給は1954年から10年間で4倍になり、ピークの1965年には180万トンに達した。
ジブチの戦略的位置とその港湾当局による開発により、ジブチ港は紅海とインド洋、そしてヨーロッパ、アフリカ、アジアの地域の重要な国際的ハブ拠点へと成長を遂げた。また貨物のコンテナ化は、ジブチ港の開発期間中はまだ定義的な概念だったが、この開発を後押しし、ジブチ初の近代的コンテナターミナルが1985年2月に運用を開始した。
2000年代初頭、エチオジブチ鉄道は保線不良により2008年に一部区間が廃線となった。
2011年から、中華人民共和国が植民地時代のフランスが敷設したこの鉄道に代わる大容量標準軌鉄道を建設した。5年に渡る敷設工事のあと、2016年に「アディスアベバ・ジブチ鉄道」は、エチオピアの首都アディスアベバとドラレ港を再び結び、エチオピアの海への鉄道アクセスを回復させた。
2013年時点、ジブチ政府機関である「ジブチ港および自由港管理局（DPFZA）」がジブチ港およびその他ジブチ国内港を管理する。
DPFZAは ジブチ大統領府の管轄にあり、国内の港湾当局を指揮・監督し、また、港湾施設について企業と他の政府機関との連絡役を務めている。

## 将来のジブチ港
2013年9月、ジブチ港のうちダマルジョグ港（主に家畜や畜産品を扱う）とドラレ多目的港（貿易港のほか、中国人民解放軍海軍の軍港がある）で拡張工事が開始された。
ドラレ港は、ジブチ港の拡張当初の混雑を緩和し、あわせて年間2900万トンの能力を追加する。